# Фотограф сновидений
Фотограф сновидений — концертная программа звезды российской эстрады Валерия Леонтьева. Официальная премьера шоу состоялась в марте 1999 года в Санкт-Петербурге. Режиссёр-постановщик: Алексей Гарнизов.  
Программа создавалась в Москве, в декабре 1998 года. Официальная премьера шоу состоялась в Санкт-Петербурге, в марте 1999 года в БКЗ "Октябрьский".
Супершоу основано на песнях московского композитора Владимира Евзерова. Следует добавить, что программа «Фотограф сновидений» отличается от прошлых шоу-программ певца тем, что артист решил прибегнуть к помощи лазерной пиротехники, дабы украсить программу. В виде декораций на сцене стояли три огромных экрана, обрамлённые замысловатыми атрибутами, придавая этим самым вид фотоаппарата. 

На экранах демонстрировались сюжеты к песням. На протяжении песни «Санта Барбара», мелькали бескрайние воды Тихого Океана, на «Коко Шанель» — появлялась сама мадемуазель, в окружении достопримечательностей Парижа, а к композиции «Королева-судьба», во весь экран появился лик певца, вызвав в зале бурю восторга. Единственным спонсором шоу оказался сам В. Леонтьев.
После премьерного показа в Москве, программа «Фотограф сновидений» была показана в городах России и Украины, а также побывала в Германии, США и Израиле. Везде были полные залы, аншлаги, овации, восторг.
В 1999 году, премия «Овация» присудила программе награду «за самое лучшее шоу года».
И в том же году премия «Звуковая дорожка » присудила программе награду за лучшее шоу года.

## Список композиций
- «Помолись дружок»
- «Пересмешник»
- «Ночь темна»
- «Коко Шанель»
- «Санта-Барбара,
- «Девочка дурману наелась»
- «Ты не там спала девчонка»
- «Не бойся вспоминать меня»
- «Виновник»
- «Исповедь»
- «Мой XX век»
- «Сны беззаботные»
- «Танго»
- «Бездомная любовь»
- «Сексуальные сны»
- «Я вне сюжета»
- «Акула из Гонолулу»
- «В ту ночь»
- «Канатный плясун»
- «Девять хризантем,
- «Красотка Лолита,
- «Ha-fa-na-na»
- «Каждый хочет любить»
- «Грешники»
- «Ты меня не забывай»
- «Королева-судьба»